# 오창대로
오창대로(Ochang-daero)는 충청북도 청주시 청원구 오창읍 성산삼거리와 청주시 청원구 오창읍 입동삼거리를 잇는 충청북도의 도로이다.

## 주요 경유지
충청북도
- 청주시 청원구 (오창읍 . 오근장동 . 내수읍)

## 노선
| 이름                    | 접속 노선                                           | 소재지 | 소재지 | 소재지 | 비고                                          |
| ----------------------- | --------------------------------------------------- | ------ | ------ | ------ | --------------------------------------------- |
| 성산삼거리              | 지방도 제507호선 (두릉유리로) 성산질푼이길 미래지로 | 청주시 | 청원구 | 오창읍 | 국가지원지방도 제96호선, 지방도 제540호선구간 |
| 서오창 나들목           | 제32호선 당진청주고속도로                           | 청주시 | 청원구 | 오창읍 | 국가지원지방도 제96호선, 지방도 제540호선구간 |
| 오창과학산업단지 교차로 | 지방도 제508호선 (중부로)                           | 청주시 | 청원구 | 오창읍 | 국가지원지방도 제96호선, 지방도 제540호선구간 |
| 각리교                  |                                                     | 청주시 | 청원구 | 오창읍 | 국가지원지방도 제96호선, 지방도 제540호선구간 |
| 오창 나들목             | 제35호선 중부고속도로                               | 청주시 | 청원구 | 오창읍 | 국가지원지방도 제96호선, 지방도 제540호선구간 |
| 탑리교                  |                                                     | 청주시 | 청원구 | 오창읍 | 국가지원지방도 제96호선, 지방도 제540호선구간 |
| 공항대교                |                                                     | 청주시 | 청원구 | 오창읍 | 국가지원지방도 제96호선, 지방도 제540호선구간 |
|                         | 오근장동                                            | 청주시 | 청원구 |        | 국가지원지방도 제96호선, 지방도 제540호선구간 |
| 공항IC육교 교차로       | 국도 제17호선 (공항로)                              | 청주시 | 청원구 |        | 국가지원지방도 제96호선, 지방도 제540호선구간 |
| 공항사거리              | 팔결로                                              | 청주시 | 청원구 |        | 국가지원지방도 제96호선, 지방도 제540호선구간 |
| 공항교                  |                                                     | 청주시 | 청원구 |        |                                               |
| 입동삼거리              | 팔결신대로                                          | 청주시 | 청원구 | 내수읍 |                                               |

## 주요 건물 및 시설
- SK에너지 서오창아이씨 주유소 (오창대로 149/구룡리 132)
- SK에너지 SK행복충전 잉꼬 오창IC충전소 (오창대로 410/각리 84-3)
- SK에너지 오창IC만남셀프주유소 (오창대로 415/각리 84-4)
- 스피드메이트 오창IC점 (오창대로 415/각리 84-4)
- 청주국제공항, 청주공항역 (오창대로 980/입상리 88)